# 尤哈斯·奥德里安
尤哈斯·奥德里安（匈牙利語：Juhász Adrián，1989年11月18日—），匈牙利男子赛艇运动员。他曾代表匈牙利参加世界赛艇锦标赛，获得一枚金牌。他也曾参加2016年夏季奥运会。